# Reflection (Brian Eno)
Reflection è il ventinovesimo album in studio del musicista britannico Brian Eno, pubblicato il 1º gennaio 2017 dalla Warp Records.

## Tracce
CD, download digitale
1. Reflection – 54:00

LP
- Lato A

1. Reflection I – 13:45

- Lato B

1. Reflection II – 12:14

- Lato C

1. Reflection III – 15:06

- Lato D

1. Reflection IV – 13:52